# Ljubow Wladimirowna Sokolowa-Schaschkowa
Ljubow Wladimirowna Sokolowa-Schaschkowa (russisch Любовь Владимировна Соколова-Шашкова, englische Transkription: Lyubov Vladimirovna Sokolova-Chachkova; * 4. Dezember 1977 in Moskau als Ljubow Sokolowa) ist eine russische Volleyballspielerin. Sie nahm an fünf Olympischen Spielen teil und gewann dabei zweimal Silber. Außerdem wurde sie jeweils zweimal Welt- und Europameisterin. Mit ihren Vereinen sammelte sie in mehreren Ländern Meistertitel und Pokalsiege.

## Karriere
Sokolowa-Schaschkowa begann ihre Karriere 1992 bei VK ZSKA Moskau. Nachdem sie eine Saison bei Rossy Moskau gespielt hatte, debütierte sie 1996 in der russischen Nationalmannschaft, mit der sie den dritten Platz im Grand Prix erreichte. In Atlanta nahm sie zum ersten Mal an den Olympischen Spielen teil und wurde Vierte. 1997/98 stand die Universalspielerin bei HAOK Mladost Zagreb unter Vertrag. Mit Russland erreichte sie das Finale des Grand Prix und den dritten Platz bei der Weltmeisterschaft 1998. Anschließend ging sie für ein Jahr nach Japan zu Hitachi Rivale. 1999 gewann Sokolowa-Schaschkowa mit der Nationalmannschaft zunächst den Grand Prix und danach durch einen Finalsieg gegen Kroatien die Europameisterschaft 1999. Nach diesen Erfolgen kehrte sie in die Heimat zurück und wurde mit VK Uralotschka-NTMK russischer Meister. Nach dem erneuten zweiten Platz im Grand Prix erreichte sie mit den Russinnen beim olympischen Turnier 2000 in Sydney das Endspiel gegen Kuba und gewann die Silbermedaille.
In der folgenden Saison schaffte Sokolowa-Schaschkowa mit dem türkischen Verein Eczacıbaşı Istanbul das nationale Double aus Pokalsieg und Meisterschaft. Mit Russland gelang ihr die Titelverteidigung bei der Europameisterschaft 2001, diesmal im Endspiel gegen Italien. 2002 wechselte sie in die italienische Liga zu Foppapedretti Bergamo. Mit Bergamo gewann sie 2004 die nationale Meisterschaft und den CEV-Pokal. Bei ihrer dritten Teilnahme an den Olympischen Spielen verpasste Russland 2004 zum zweiten Mal in Folge den Sieg im Finale, so dass es wieder eine Silbermedaille gab. Die nächste Saison in Bergamo endete mit dem Pokalsieg und dem Gewinn der Champions League im italienischen Endspiel gegen Asystel Volley Novara. Danach wechselte die Universalspielerin innerhalb der Liga zu Monte Schiavo Jesi. Mit der Nationalmannschaft erreichte sie 2006 den zweiten Platz im Grand Prix. In Japan wurde sie durch ein 3:2 der Russinnen gegen Brasilien erstmals Weltmeisterin. 2007 gelang ihr mit dem spanischen Verein CAV Murcia 2005 das Double und zusätzlich der Erfolg im Top Teams Cup gegen ihren ehemaligen Verein ZSKA Moskau. Russland musste sich im gleichen Jahr bei der Europameisterschaft mit dem dritten Rang begnügen. Sokolowa-Schaschkowa kehrte wieder in die heimische Liga zurück. Ihr neuer Verein VK Saretschje Odinzowo wurde 2008 Pokalsieger und Meister und stand außerdem im Finale der Champions League gegen Colussi Perugia. Bei ihrem vierten olympischen Turnier erreichte die Universalspielerin mit Russland das Viertelfinale und somit den fünften Platz.
2009 verabschiedete sie sich als russische Vizemeisterin aus Odinzowo und ging nochmal für eine Saison nach Italien zu Monte Schiavo Jesi. Bei der WM 2010 verteidigte sie mit der Nationalmannschaft durch ein 3:2 gegen Brasilien den Titel. Anschließend wechselte sie zum türkischen Verein Fenerbahçe Istanbul. In der ersten Saison wurde sie mit Fenerbahçe türkischer Meister und Dritter der Champions League. Ein Jahr später gewann Istanbul das Endspiel der Champions League gegen RC Cannes. In London nahm Sokolowa-Schaschkowa zum fünften Mal an den Olympischen Spielen teil und wurde nach der Viertelfinal-Niederlage gegen Brasilien wieder Fünfte. Nach dem Turnier spielt sie in der Liga für Eczacıbaşı Istanbul.

## Privates
Während ihrer Zeit bei Istanbul heiratete Sokolowa-Schaschkowa den türkischen Volleyballspieler Aytaç Kılıç. Deswegen besitzt sie neben der russischen auch die türkische Staatsangehörigkeit. Aus erster Ehe hat sie einen Sohn.